# Azorella selago
Azorella selago är en flockblommig växtart som beskrevs av Joseph Dalton Hooker. Azorella selago ingår i släktet Azorella och familjen flockblommiga växter. Inga underarter finns listade i Catalogue of Life.

## Bildgalleri

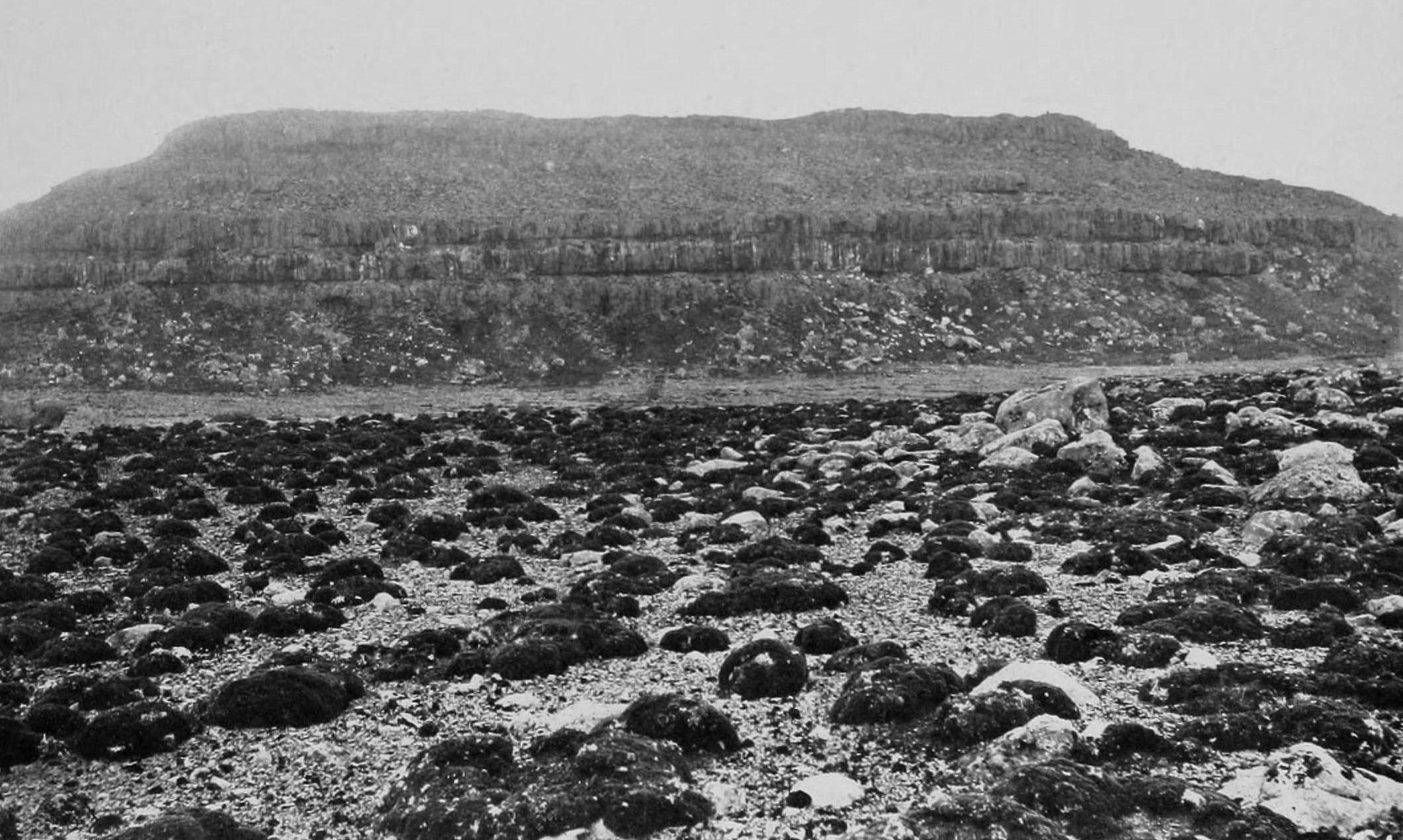
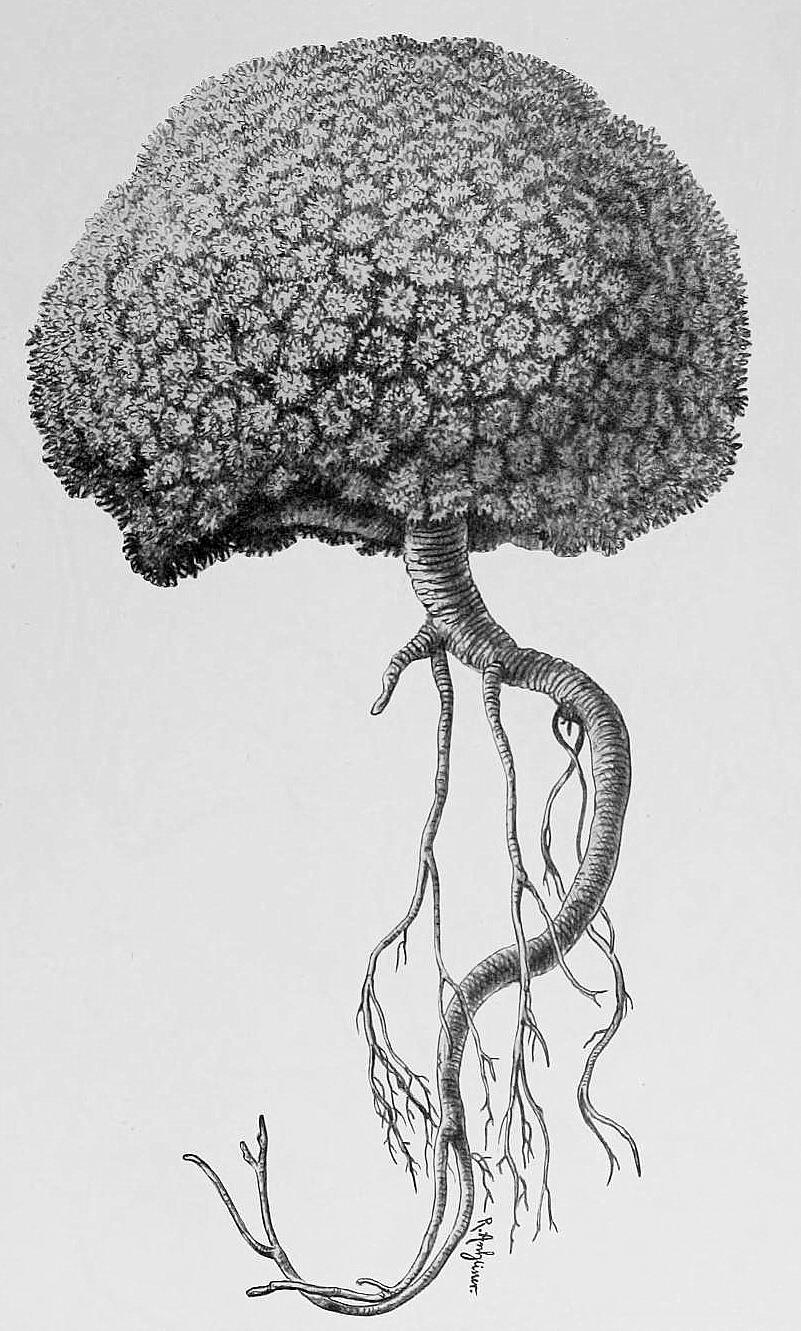
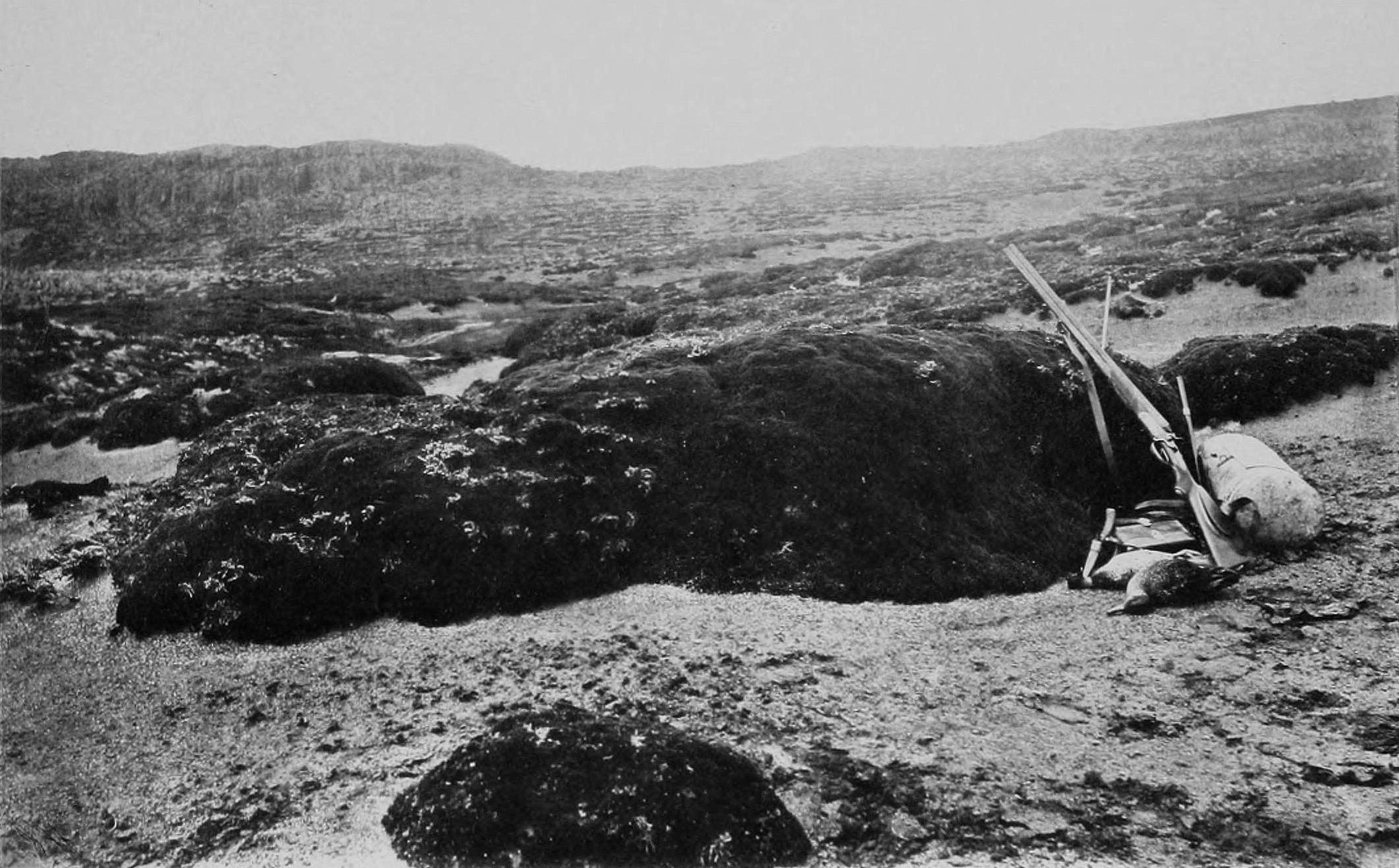
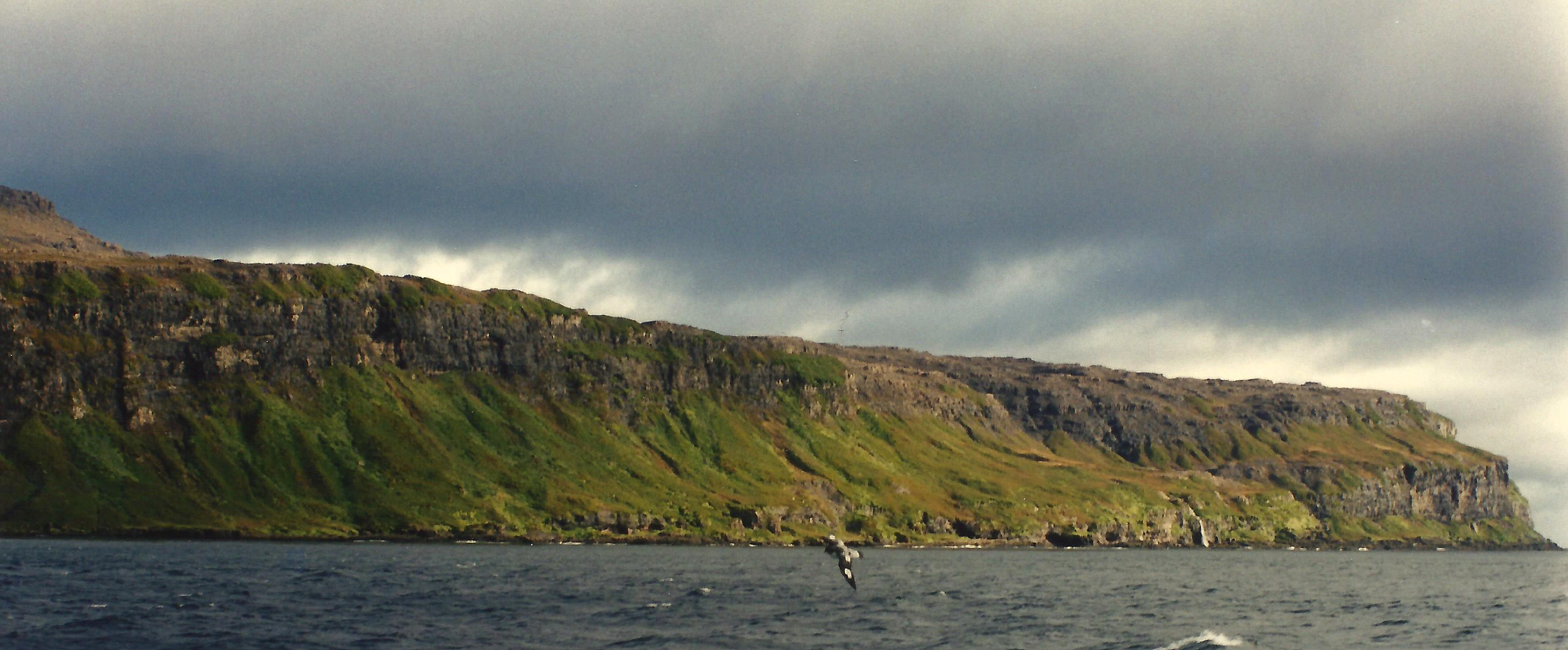
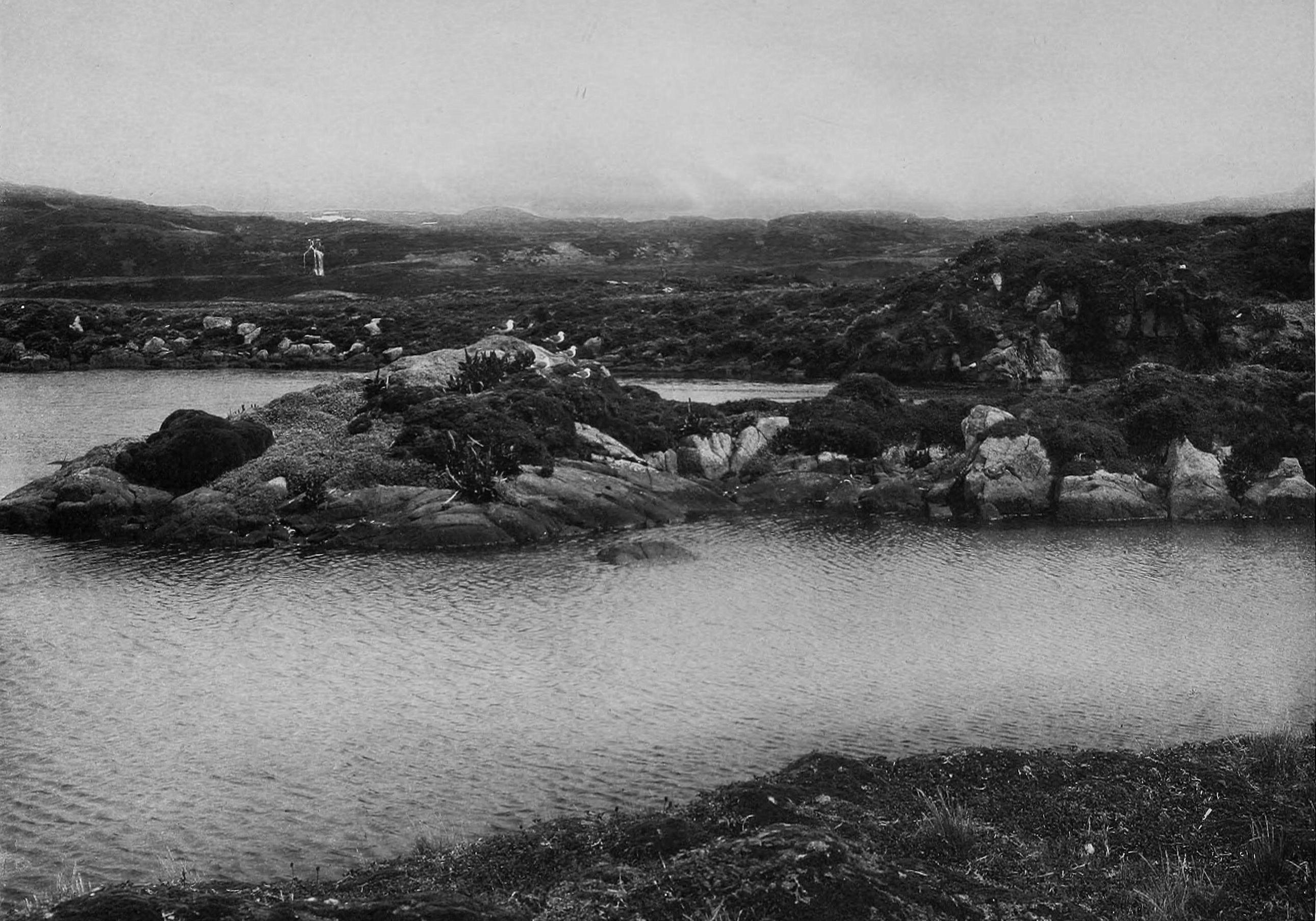